# Talos el Indómito
Talos es un extraterrestre ficticio que aparece en los cómics estadounidenses publicados por Marvel Comics. Creado por el escritor Peter David y el artista Gary Frank, el personaje debutó en The Incredible Hulk # 418 (junio de 1994). El personaje es un miembro bien conocido de los Skrulls debido a que no puede cambiar de forma, como el resto de esta raza extraterrestre. Fue miembro del Frente Unido.
Ben Mendelsohn interpreta a Talos en las películas del Universo cinematográfico de Marvel Capitana Marvel (2019) y en un cameo en Spider-Man: lejos de casa (2019), en el que Talos también fue interpretado por Samuel L. Jackson. También aparece en la serie de televisión de Disney+ Invasión Secreta (2023).

## Historial de publicación
El personaje fue creado por Peter David y Gary Frank y apareció por primera vez en The Incredible Hulk # 418 (junio de 1994). Se presentó como invitado en la boda de Rick Jones, él y otros villanos son invitados por Hombre Imposible como broma. En el siguiente número se revela que no puede cambiar de forma y que fue capturado por los Kree en la Guerra Kree-Skrull.
Regresó durante el evento Annihilation, principalmente en cuatro números de Annhilation: Ronan (2006). Se unió al Frente Unido, junto a personajes como Star-Lord, Nova y Gamora.
Hizo sus últimas apariciones en el 2015 en curso de Howard el pato, se infiltró en la Tierra con un disfraz humano real y físico utilizando un alter ego que llamó «Jonathan Richards».

## Biografía
Talos, considerado un mutante por su gente, es un Skrull que nació sin la capacidad de dar forma al cambio. Lo compensó convirtiéndose en uno de los Skrull más temidos de su planeta, ganando el título de Talos el Indomable debido a su naturaleza salvaje y siniestra. Sin embargo, después de ser capturado por el Kree, se negó a suicidarse con la esperanza de ganar la gloria para su supervivencia. En cambio, fue ridiculizado y renombrado como Talos, el Indómito, más humillante.
Talos pronto se encontró en la boda de Rick Jones y Marlo Chandler, cortesía del Hombre Imposible. Se encontró frente a Hulk y trató de que luchara contra él en un intento de reclamar la gloria de su pueblo. Cuando Hulk descubrió lo que estaba haciendo, dejó de pelear con él. Talos se fue frustrado, pero los Skrulls encontraron que su intento de combatirlo era impresionante.
Talos fue llamado al planeta Godthab Omega por Glorian, donde terminó luchando contra Devos el Devastador. Ambos fueron capturados y encarcelados cuando el planeta repentinamente fue atacado por la Ola de Aniquilación permitiendo que los dos escaparan. Talos pronto se encontró con Ronan el Acusador, a quien odiaba por ser un Kree, pero se vio obligado a advertirle sobre abandonar el planeta. Una vez más fue humillado, esta vez por su propia gente, cuando la Reina Veranke se negó a permitirle ser parte de la Invasión Secreta debido a que no tenía la capacidad de cambiar de forma.
Talos se convirtió en miembro del Frente Unido para luchar contra la Ola de Aniquilación.
Talos se presentó a continuación en las investigaciones privadas de Howard el pato en maquillaje y una barba como Jonathan Richards. Le encarga al pato encontrar un collar que fue robado por la Gata Negra. Cuando Howard finalmente lo recupera, Talos abandona su disfraz para revelar que el collar contiene las Gemas Abundantes, versiones menos poderosas de las Gemas del Infinito que aún pueden hacer que uno sea «marginalmente» poderoso, que planea usar para ganar favor con el Skrulls de nuevo. Fue derrotado por Howard y su amiga Tara Tam, y arrestado por los 4 Fantásticos.

## Poderes y habilidades
A diferencia de sus hermanos Skrull, Talos es incapaz de cambiar de forma y ha sido calificado como un defecto genético por su gente. Para compensar esto, se le ha otorgado fuerza y durabilidad sobrehumanas y puede defenderse contra personas como Hulk. Posee un ojo cibernético luego de perder su verdadero en combate.

## En otros medios

### Marvel Cinematic Universe
- Ben Mendelsohn interpreta a Talos en las películas ambientadas en el Marvel Cinematic Universe. A diferencia de su contraparte de cómic, esta versión lidera un equipo de Skrulls, puede cambiar de forma que escapan de una guerra genocida contra los Kree; tiene una esposa llamada Soren (interpretada por Sharon Blynn) y una hija llamada G'iah.
  - Talos aparece por primera vez en la película de 2019, Capitana Marvel.[16][17] Mientras buscaban refugio de los Kree, Talos y su gente recibieron ayuda inesperada de la renegada científica Kree Mar-Vell, que había rechazado la guerra de su especie con los Skrulls y había huido a la Tierra. Mar-Vell protegió a Talos y su familia mientras trabajaba en un motor impulsado por el Teseracto que habría permitido a los Skrulls establecerse más allá del alcance del Imperio Kree. Sin embargo, los Kree finalmente encontraron y mataron a Mar-Vell. En 1995, Talos continúa liderando a los Skrulls en su lucha con los Kree, durante la cual capturan a Carol Danvers. Usando una máquina de exploración mental sobre ella, Talos y los Skrulls descubren que conocía a Mar-Vell, pero antes de que puedan aprender más, Danvers se libera y escapa a la Tierra. Talos y un pequeño grupo de Skrulls la persiguen y se disfrazan de humanos, con Talos asumiendo el papel del director de SHIELD, Keller. Eventualmente la encuentran y Talos organiza un parlamento para revelar a Danvers y al agente de SHIELD Nick Fury la verdad de la guerra Kree-Skrull. Simpatizando con su causa, Danvers los ayuda a derrotar a los Kree que los perseguían y deja la Tierra para ayudar a los Skrull a encontrar un nuevo hogar.[18]
    - Mendelsohn describió a la persona humana de Talos como «abotonada» y su persona natural de Skrull como «más relajada, un poco más dura, [y] un poco más desagradable». Mendelsohn explicó: «Lo que pasa es que cuando estás Skrullin', hay una especie de vibra de no prisioneros, que es más relajada. [Como humano] Este tipo tiene que seguir el protocolo porque es S.H.I.E.L.D.» Cuando interpreta a Talos, Mendelsohn usa su acento nativo australiano y un acento estadounidense cuando está en su disfraz en S.H.I.E.L.D., que Mendelsohn comparó con el del político estadounidense Donald Rumsfeld. Mendelsohn notó que hubo «una discusión muy larga» con respecto al acento de los Skrulls, y agregó que «hay un cierto tipo de corrección terrenal en una entrega australiana». A Mendelson le tomó «un par de horas» aplicarle maquillaje y prótesis para retratar a Talos.[18] El productor ejecutivo Johnathan Schwartz agregó que «es algo divertido mostrar los poderes de Skrull y el rango de Ben» como actor porque es muy diferente en todas esas partes".[19] Polygon señaló que uno de los grandes motivos de la película es la forma en que la guerra puede corromper a las personas en todos lados, y que mucho del personaje de Talos tiene que ver con esto.[20] Den of Geek! consideró la representación de Ben Mendelsohn del líder Skrull Talos como un punto culminante de la película.[21] Bustle consideró que la película que no sigue los cómics de manera precisa, le permite a Talos convertirse en un enemigo mucho más temible.[22] Wired observó que la película convierte al General Talos en un personaje por el que luchar, en lugar de luchar contra él, permitiendo que la película muestre el universo a través de sus ojos.[23]
    - En 2018, Talos sobrevive al Blip (tras los sucesos de Avengers: Infinity War) y se entera de que las fuerzas enemigas siguen persiguiendo a los Skrull en todo el universo. Sin otras opciones debido a la muerte de Fury en el Blip, Talos permite que un millón de Skrulls sobrevivientes se muden a la Tierra para siempre.

  - En la escena poscréditos de Spider-Man: lejos de casa, se reveló que después de los eventos de Avengers: Endgame, Talos y su esposa Soren se hicieron pasar por Fury y Maria Hill respectivamente para darle a Peter Parker un regalo de despedida de Tony Stark y reclutarlo para luchar contra los Elementales y luego ayudarlo a detener el alboroto de Mysterio mientras en el resto de los Skrulls trabajaron con el verdadero Fury en el espacio en una misión no revelada.[24]
    - En 2024, luego de la resurrección de las víctimas de Blip, (tras los sucesos de Endgame y Lejos de Casa) asume el papel de Fury en la Tierra durante sus vacaciones en el espacio y junto con su esposa Soren (quien asume el papel de Hill) ayuda a Spider-Man y Mysterio en Europa a luchar contra los Elementales, eventualmente descubriendo la falsificación de este último y su fabricación de las criaturas.

  - Talos aparece en la serie web de televisión del UCM en Disney+, Invasión Secreta.[25] El trabaja con Nick Fury en el trato con un grupo rebelde Skrull dirigido por Gravik (Kingsley Ben-Adir), que está conspirando para orquestar una guerra nuclear entre la humanidad y ha manipulado a G'iah para que se una a su lado, hasta que Talos es asesinado por Gravik.
    - En 2026, Talos es expulsado del consejo de gobierno de los Skrulls y reemplazado por el radicalizado Gravik, quien mata a Soren y recluta a una G'iah inconsciente para su causa, planeando engañar a la humanidad para que se enfrenten entre sí para que los Skrulls puedan conquistar la Tierra como venganza por las promesas incumplidas de Fury. Talos contacta a Hill y Fury para que lo ayuden a detener a Gravik y encontrar una manera para que humanos y Skrulls coexistan pacíficamente en la Tierra.

### Videojuegos
- Talos es un personaje jugable de 4 estrellas en Marvel Puzzle Quest como parte del empate de Captain Marvel.[26]